# الدرإبجة (السبرة)

تعديل مصدري - تعديل

الدرابجة محلة تابعة لقرية الصوبان، التابعة لعزلة بلادالشعيبي السفلى بمديرية السبرة إحدى مديريات محافظة إب في الجمهورية اليمنية.، بلغ تعداد سكانها 106 حسب تعداد اليمن لعام 2004.